# Platylabus opaculus
Platylabus opaculus är en stekelart som beskrevs av Thomson 1888. Platylabus opaculus ingår i släktet Platylabus och familjen brokparasitsteklar. Arten är reproducerande i Sverige. Utöver nominatformen finns också underarten P. o. americanus.